# Šulgi
Šulgi (klinopisno 𒀭𒂄𒄀 dŠulgi, pred tem se je ime bralo Dungi) je bil drugi kralj Tretje urske dinastije, ki je vladala med sumersko renesanso. Vladal je 48 let od okoli 2094 do okoli 2047 pr. n. št. (srednja kronologija) ali morda okoli 2029 do  1982 pr. n. št. (kratka kronologija). Med njegove dosežke spada zaključek gradnje Velikega zigurata v Uru, ki ga je začel graditi njegov oče Ur-Nammu. Na svojem napisu se naslavlja s "kralj Ura", "Kralj Sumera in Akada" in  "kralj kotov vogalov vesolja". V 23. letu vladanja je razglasil za boga in začel pred svoje ime postavljati simbol božanskosti.

## Življenje in delo
Šulgi je bil sin urskega kraljaUr-Namuja in hčerke bivšega uruškega kralja Utu-hengala (besedilo CM48). Bil je član Tretje urske dinastije. 
Znana so imena vseh 48 let njegovega vladanja, kar daje skoraj popoln vpogled v njegovo kariero. Najboj znan je po obširni reformi učnega programa šol za pisarje. Koliko je pisal sam, ni jasno. Z njim je povezanih veliko hvalnic, ki bi jih lahko napisal sam ali so bile napisane po njegovih navodilih. V 23. letu vladanja se je razglasil za boga.
Nekatere zgodnje kronike Šulgija grajajo zaradi njegove nepobožnosti. Weidnerjeva kronika (ABC 19) pravi, da  "obredov ne opravlja kot bi jih moral, ampak po svoje". Napis CM48  ga obtožuje, da se neprimerno vtika v obredje in postavlja "lažne stele in na njih piše predrzne napise". Kronika zgodnjih kraljev (ABC 20) ga obtožuje za "zločinska nagnjenja in plenjenje Esagile in Babilona".

### Ime
Kaljevo ime se je do konca 19. stoletja zaradi negotovosti v branju klinopisa črkovalo Šulgi in Dungi. V 20. stoletju so orientalisti ugotovili, da je bolj pravilno črkovanje Šulgi.
- Šulgijev portret na njegovem pečatu iz Nuske, Muzej Louvre
- Šulgi kot graditelj na ustanovitvenem žeblju, Metropolitan Museum of Art

### Sampoveličevanje
Šulgi je poudarjal svojo sposobnost teči zelo hitro na velike razdalje. Trdil je, da je v sedmem letu svojega vladanja tekel iz Nipurja v Ur, se pravi več kot 150 kilometrov. Kramer omenja Šulgija kot "prvega šampiona teka na dolge proge".
Šulgi je napisal dolgo samohvalnico, v kateri poveličuje svoja dejanja. V njej se naslavlja s "kralj štirih četrtin, pastir črnoglavega ljudstva".
Trdil je tudi, da govori elamsko in sumersko.

### Oboroženi konflikti
Der je bil eno od mest, katerega tempelj je vznemirjal Šulgija celo prvo polovico njegovega vladanja. V dvajsetem letu vladanja je razglasil, da so se bogovi odločili, da ga za kazen uničijo. Njegov napis pravi, da je "poravnal svoje račune" s cepinom. 
Osemnajsto leto njegovega vladanja se je imenovalo Leto, ko je bil kraljeva hčerka Livir-mitašu, povzdignjena v gospo Marhašija, dežele vzhodno od Elama, kar pomeni dinastično poroko s tamkajšnjim kraljem Libanukšabašem. Poroki je sledilo obdobje Šulgijeve ekspanzionistične politike na račun hribovskih plemen, med njimu Lulubov. Uničil je Simure (še eno hribovsko pleme) in od 26. do 45. leta vladanja devetkrat opustošil Lulubum.
V 30. letu vladanja je svojo hčerko poročil z guvernerjem Anšana in v 34. letu organiziral kazenski pohod proti njemu. V 55. letu je uničil še mesti Kimaš in Humurtu, nekje v Elamu vzhodno od Ura. Oddaljenih ljudstev mu ni nikoli uspelo podjarmiti, zato je v 37. letu vladanje ukazal gradjo velikega zidu, ki naj bi preprečil njihove vdore.

### Susa
Šulgi je imel očitno tesne vezi s Suso, saj so tam našli ustanovitvene žeblje z njegovim imenom, posvečene bogu Inšušinaku. Na enem od njih je napis "Bog 'gospodar Suze', njegov kralj Šulgi, mogočni mož, kralj Ura, kralj Sumera in Akada, ..., njegov ljubljeni tempelj, (je) zgradil".
Na jedkani koraldi iz karneola, najdeni v Susi, ki je zdaj v Muzeju Louvre (Sb 6627), je Šulgijevo posvetilo, ki se glasi: "Ningal, njegova mati, Šulgi, bog svoje dežele, kralj Ura, kralj štirih četrtin sveta, (to)  posveča za svoje življenje."
Tretja urska dinastija je imela nadzor nad Suzo že od propada Kutik-Inšušinaka in tam zgradila številne zgradbe in templje. Šulgi je to nadaljeval, kar dokazujejo njegova številna posvetila v tej mestni državi.
Vojna zavezništva je sklepal s porokami svojih hčera z vladarji Anšana, Marhašija in Pašime vzhodno od Ura.
- Šulgijeva votivna tablica, izkopana v Suzi: "Za boginjo Ninhursag iz Suze, njegovo Gospo, (je) Šulgi, veliki mož, kralj Ura, kralj Sumera in Akada, zgradil njen tempelj", Muzej Louvre, Sb 2884.[15][32]
- Koralda iz karneola s Šulgijevim posvetilom, najdena v Suzi, Muzej Louvre, Sb 6627

### Modernizacija države
Šulgi je očitno izvedel večje posodobitve Tretje urske dinastije. 
Izboljšal je komunikacije, reorganiziral vojsko, reformiral sistema pisave in uteži, poenotil davčni sistem in ustvaril močno državno upravo. Objavil je tudi nov zakonik, po očetu imenovan Ur-Nammujev zakonik.

## Imena let
Ohranili so se številni ostanki z imeni let Šulgijevega vladanja, iz katerih so se v celoti rekonstruirala imena let 1 do 48. Med najpomembnejša spadajo:
1. leto: Šulgi je kralj

2. leto: Položeni temelji Ningubalagovega templja 

6. leto: Kralj je utrdil cesto iz Nipurja

7. leto: Kralj je (v enem dnevu) naredil krožno potovanje med Urom in Nipurjem 

10. leto: Zgrajena je bila kraljeva gorska hiša (palača) 

18. leto: Kraljeva hčerka Livirmitašu je bila povzdignjena v kraljico Marhašija 

21c. leto: Der je bil uničen

24. leto: Karahar je bil uničen

25. leto: Simurum je bil uničen

27. leto (po): "Šulgi, močni mož, kralj štirih strani vesolja, je drugič uničil Simurum"

27b. leto: "Harszi je bil uničen"

30. leto: Guverner Anšana se je poročil s kraljevo hčerko 

31. leto: Karhar je bil drugič uničen 

32. leto: Simurum je bil tretjič uničen

34. leto: Anšan je bil uničen

37. leto: Zgrajeno je bilo obzidje 

42. leto: Kralj je uničil Šašrum

44. leto: Simurum in Lulubum sta bila devetič uničena  

45. leto: Šulgi, močni mož, kralj Ura, kralj štirih četrtin, je na enem samem pohodu zdrobil glavo Urbiluma, Simuruma, Lulubuma in Karharja 

46. leto: Šulgi, močni mož, kralj Ura, kralj štirih četrtin, je v enem samem dnevu uničil Kimaš in Hurti in njuno ozemlje

—  Imena najpomembnejših let Šulgijevega vladanja

## Poroka s princeso Marija
Šulgi je bil sodobnik marijskih vladarjev Šakanakuja in zlasti Apil-kina in Idi-Iluma. Napis omenja, da je Taram-Uram, hči Apilkina, postala Ur-Namujeva "snaha" in zato kraljica kralja Šulgija. V napisu se imenuje "snaha Ur-Nammuja" in "hči Apilkina, lugala (kralja) Marija", kar kaže, da je bil Apilkin vrhovni vladar, in na vojno zavezništvo Marija in Ura.

## Najdbe in napisi
- Lugal Urimkima/Lugal Kiengi Kiuri (klinopisno 𒈗𒋀𒀊𒆠𒈠𒈗𒆠𒂗𒄀𒆠𒌵), "Kralj Ura, Kralj Sumera in Akada", napis na Šulgijevi votivni tablici[42]
- Šulgi je zaključil gradnjo Velikega zigurata v Uru
- Uhani s Šulgijevim imenom[43]
- Šulgijev pečat, na katerem se Gilgameš bori s krilato pošastjo: "Šulgiju, sinu kralja, pisar Ur-dumuzi, njegov služabnik"[44]
- Šulgijev pečat s častilcem in sedečim božanstvom: "Šulgi, mogočni junak, kralj Ura, kralj štirih pokrajin, pisar Ur-(Pasag?), njegov služabnik".[44]
- Glava kija s Šulgijevim imenom: napis se bere od zgoraj navzdol, Britanski muzej
- Uradna utež (2 mini) v obliki race iz Šulgijevega obdobja, Britanski muzej
- Tablica iz Šulgijevega obdobja, na kateri je omenjena vas Meluha v Sumeriji[45][46]
- Utež za +1⁄2 mine (248 g), posvečena kralju Šulgiju in z njegovim emblemom na polmesecu; uporabljala se je v templju boga Lune v Uru; diorit, začetek 21. stoletja pr. n. št. (Ur III); Muzej Louvre